# 江口镇 (宁陕县)
江口镇，是中华人民共和国陕西省安康市宁陕县下辖的一个乡镇级行政单位。

## 行政区划
江口镇下辖以下地区：
江口回族镇街道社区、江镇村、高桥村、双河村、新庄村、沙坪村、竹山沟村、新铺村、江河村和冷水沟村。